# Лісберг (Базель-Ланд)
Лісберг (нім. Liesberg) — громада  в Швейцарії в кантоні Базель-Ланд, округ Лауфен.

## Географія
Громада розташована на відстані близько 55 км на північ від Берна, 25 км на захід від Лісталя.
Лісберг має площу 12,5 км², з яких на 8,8% дозволяється будівництво (житлове та будівництво доріг), 36,6% використовуються в сільськогосподарських цілях, 53,1% зайнято лісами, 1,4% не є продуктивними (річки, льодовики або гори).

## Демографія
2019 року в громаді мешкало 1102 особи (-7,9% порівняно з 2010 роком), іноземців було 12,9%. Густота населення становила 88 осіб/км².
За віковим діапазоном населення розподілялося таким чином: 15,9% — особи молодші 20 років, 61,9% — особи у віці 20—64 років, 22,2% — особи у віці 65 років та старші. Було 518 помешкань (у середньому 2,1 особи в помешканні).
Із загальної кількості 630 працюючих 36 було зайнятих в первинному секторі, 433 — в обробній промисловості, 161 — в галузі послуг.